# Solange Damasceno
Solange Damasceno Santana dos Santos (Ilhéus, 2 février 1953) connue aussi bien que Gaga de Ilhéus, est une actrice et humoriste brésilienne.

## Filmografia

### Télévision
| An   | Titre                        | Charge             | Notes |
| ---- | ---------------------------- | ------------------ | ----- |
| 2021 | Eliana                       | Ele même           |       |
| 2019 | Topissíma                    | Sol                |       |
| 2019 | Hora do Faro                 | Elle même          | ,     |
| 2017 | The Noite com Danilo Gentili | Elle même          |       |
| 2017 | Domingo Legal                | Elle même          | [ 3 ] |
| 2016 | Multi Tom                    | Lady Gaga          | [ 4 ] |
| 2016 | Programa do Ratinho          | Elle même          | [ 5 ] |
| 2015 | Pânico na Band               | Divers personnages | ,     |
| 2008 | Pânico na TV                 | Elle même          |       |
| 2008 | Hebe                         | Elle même          |       |
| 2008 | Show do Tom                  | Divers personnages | [ 8 ] |
| 2007 | Márcia                       | Elle même          |       |